# 汉娜·米勒
汉娜·米勒（Hannah Miller，1996年2月16日—），中文名米勒，是加拿大冰球运动员和中國國家女子冰球隊成員，目前效力于俄羅斯女子冰球聯賽的深圳崑崙鴻星冰球俱樂部。
毕业于圣劳伦斯大学。代表圣劳伦斯大学征战NCAA，四年124场比赛43进球80助攻123分，场均得分率达到0.99。两度入选加拿大U18国家队，10场比赛2进球4助攻6分，两次赢得U18冰球世锦赛冠军。2018年大学毕业入深圳昆仑鸿星冰球俱乐部，主力前锋，39进球，37助攻，共76分。
米勒代表中国参加了2022年冬季奧林匹克運動會女子冰球比賽。